# St. Peter (Rieden)

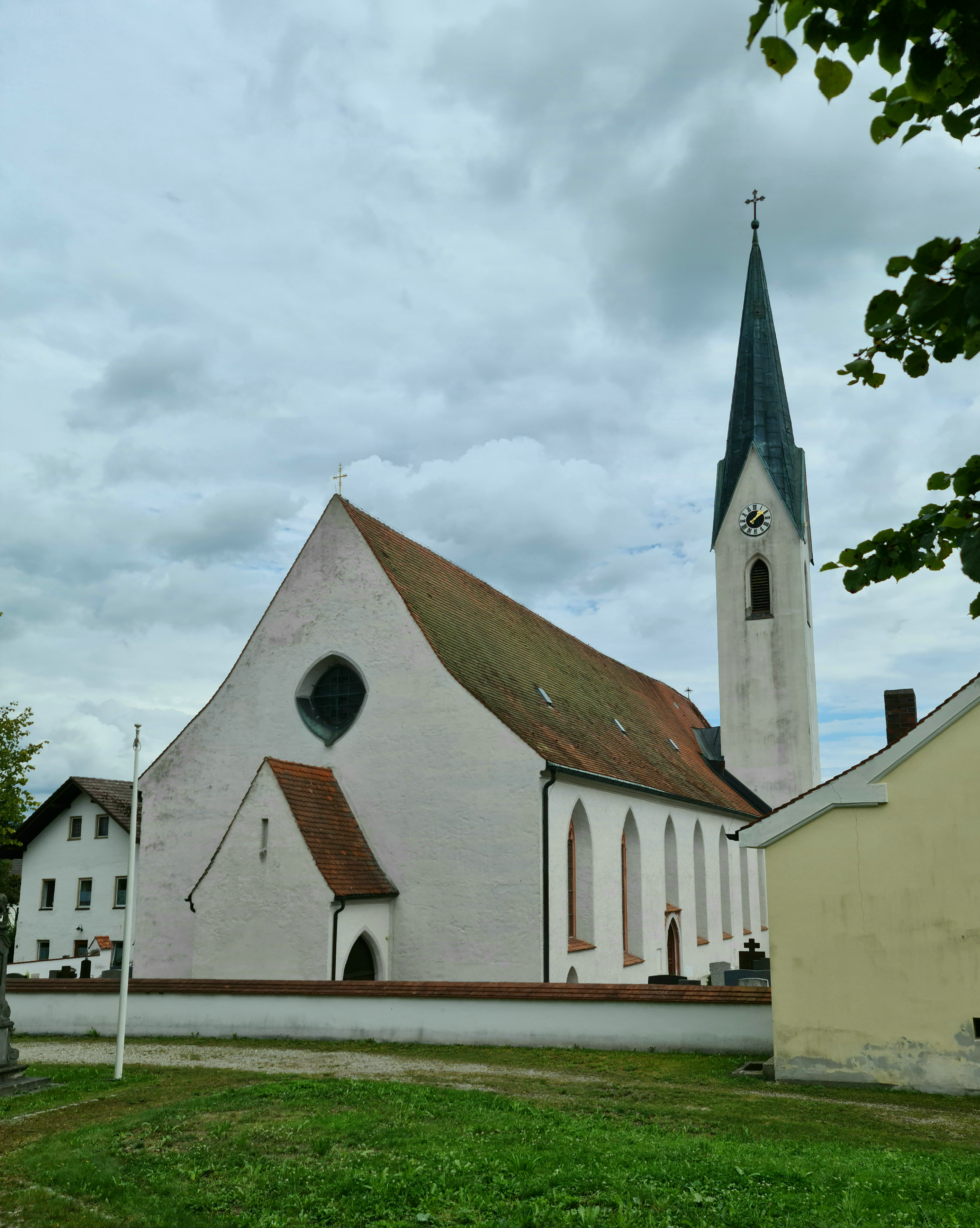
St. Peter in Rieden

Innenraum

Die römisch-katholische Pfarrkirche St. Peter steht in Rieden, einem Gemeindeteil von Soyen im oberbayerischen Landkreis Rosenheim. Sie ist in der Liste der Baudenkmäler in Soyen als Baudenkmal unter der Nr. D-1-87-176-22 eingetragen. Die Kirche gehört zum Dekanat Rosenheim  im Erzbistum München und Freising.

## Beschreibung
Die spätgotische Saalkirche wurde in der ersten Hälfte des 15. Jahrhunderts erbaut. Sie besteht aus dem 1846 nach Westen verlängerten Langhaus, dem eingezogenen, dreiseitig geschlossenen Chor im Osten und dem Chorflankenturm an der Südwand des Chors, in dessen Erdgeschoss die Sakristei untergebracht ist. Sein oberstes Geschoss enthält den Glockenstuhl. Zwischen den Giebeln mit den Zifferblättern der Turmuhr erhebt sich ein spitzer Helm. Im Vorbau vor der Westfassade befindet sich das Portal.
Zur Kirchenausstattung gehören unter anderem Medaillons der zwölf Apostel aus dem Jahr 1700 sowie ein Kruzifix am Chorbogen aus dem 16. Jahrhundert.